# Linda Persson
Linda Persson-Berglund (ur. 22 września 1981) – szwedzka lekkoatletka specjalizująca się w skoku o tyczce.

## Osiągnięcia
- wielokrotne mistrzostwo kraju
- reprezentowanie Szwecji na dużych międzynarodowych imprezach lekkoatletycznych

## Rekordy życiowe
- skok o tyczce (stadion) - 4,40 (2006)
- skok o tyczce (hala) - 4,40 (2007) były rekord Szwecji